# Hypodoxa
Hypodoxa là một chi bướm đêm thuộc họ Geometridae.

## Các loài
Bao gồm các loài:
- Hypodoxa muscosaria – Guénée, 1857